# Muntadgin
Muntadgin is een plaats in de regio Wheatbelt in West-Australië.

## Geschiedenis
Ten tijde van de Europese kolonisatie leefden de Njakinjaki Nyungah in de streek. Volgens de zuidelijker levende volkeren spraken ze een onverstaanbare taal en liepen naakt. De Kalamaia noemden hen de 'Mudila' omdat ze niet aan circumcisie deden.
Toen de spoorweg tussen Merredin en Narembeen werd aangelegd werd Muntadgin aangewezen als de locatie voor een nevenspoor. De districtslandmeter vond de plaats ook geschikt als locatie voor een dorp. De omgeving van het nevenspoor werd verkaveld en in 1925 werd Muntadgin officieel gesticht. De naam is Aborigines van oorsprong. Het dorp werd vernoemd naar de nabijgelegen kwel 'Muntadgin Soak'.
In 1928 werd de bouw van een hotel gestart. Het opende in 1930. In 1994 werd met de renovatie van het hotel begonnen.

## Beschrijving
Muntadgin maakt deel uit van het lokale bestuursgebied (LGA) Shire of Merredin, een landbouwdistrict. Het is een verzamel- en ophaalpunt voor de oogst van de streek die bij de Co-operative Bulk Handling Group aangesloten graanproducenten.
In 2021 had Muntadgin 39 inwoners, tegenover 113 in 2006.
Muntadgin heeft een hotel, een park en enkele sportfaciliteiten.

## Toerisme
Vanuit het dorp met zijn hotel, golf- en tennisterreinen, kan men enkele wandelingen maken naar een nabijgelegen granieten rots.

## Transport
Muntadgin ligt 293 kilometer ten oosten van de West-Australische hoofdstad Perth, 347 kilometer ten westzuidwesten van Kalgoorlie en 56 kilometer ten zuidoosten van Merredin, de langs de Great Eastern Highway gelegen hoofdplaats van het lokale bestuursgebied waarvan het deel uitmaakt.
De spoorweg die langs Mount Muntadgin loopt maakt deel uit van het goederenspoorwegnetwerk van Arc Infrastructure.